# Mohías (lugar)
Mohías (oficialmente y en asturiano: Mouguías) es un lugar perteneciente a la parroquia de Mohías, en el concejo de Coaña, comarca de Eo-Navia, Principado de Asturias, España.